# 서희종
서희종(1952년 ~)은 1952년 전라북도 완주군에서 태어나 성균관대학교 법학과를 졸업하고 1976년 제18회 사법시험에 합격하여 사법연수원 8기를 수료하고 육군 법무관을 거쳐 서울지방법원 동부지원 판사에 임용되었다. 청주지방법원 영동지원과 대구지방법원 영덕지원에서 지원장을 역임하고 서울고등법원. 대전지방법원 등에서 부장판사를 했다. 1995년에 판사에서 물러나 변호사를 개업하였으며 2003년에 대전지방변호사회 부회장을 맡아 2005년 1월 31일에 제46대 대전지방변호사회 회장에 선임됐다. 2011년 4월 13일에 문을 열었던 대전지방법원 법원조정센터 선터장에 임명되었다. 2015년 4월 13에는 대한민국 대법원에 의해 조정 담당판사와 동일한 권한을 가지는 상임조정위원에 위촉되었다.